# Søllerød Gold Diggers 2018
Questa voce raccoglie le informazioni riguardanti i Søllerød Gold Diggers nelle competizioni ufficiali della stagione 2018.

## Nationalligaen 2018

### Stagione regolare
| Nærum 21 aprile 2018, ore 14:00 3ª giornata | Søllerød Gold Diggers | 20 – 22 referto | AaB 89ers | Rundforbi Stadion |

| Frederikssund 27 aprile 2018, ore 14:00 4ª giornata | Frederikssund Oaks | 16 – 7 referto | Søllerød Gold Diggers | Ådalens Skole |

| Vejle 10 maggio 2018, ore 16:00 6ª giornata | Triangle Razorbacks | 49 – 0 referto | Søllerød Gold Diggers | Vejle Atletikstadion |

| Nærum 27 maggio 2018, ore 14:00 8ª giornata | Søllerød Gold Diggers | 46 – 70 referto | Copenhagen Towers | Rundforbi Stadion |

| Viby J 2 giugno 2018, ore 14:00 9ª giornata | Aarhus Tigers | 14 – 12 referto | Søllerød Gold Diggers | Bøgeskov Idrætsanlæg |

| Copenaghen 17 giugno 2018, ore 14:00 11ª giornata | Copenhagen Tomahawks | 8 – 50 referto | Søllerød Gold Diggers | Valby Idrætspark |

| Nærum 1º luglio 2018, ore 14:00 13ª giornata | Søllerød Gold Diggers | 7 – 21 referto | Triangle Razorbacks | Rundforbi Stadion |

| Nærum 19 agosto 2018, ore 14:00 15ª giornata | Søllerød Gold Diggers | 55 – 0 referto | Copenhagen Tomahawks | Rundforbi Stadion |

| Gentofte 24 agosto 2018, ore 19:00 16ª giornata | Copenhagen Towers | 41 – 20 referto | Søllerød Gold Diggers | Gentofte Sportspark |

| Nærum 16 settembre 2018, ore 16:00 19ª giornata | Søllerød Gold Diggers | 42 – 14 referto | Aarhus Tigers | Rundforbi Stadion |

### Playoff
| Vejle 22 settembre 2018, ore 17:00 Wild Card | Triangle Razorbacks | 45 – 16 referto | Søllerød Gold Diggers | Vejle Atletikstadion |

## Statistiche di squadra
| Competizione      | %Vittorie | In casa | In casa | In casa | In casa | In casa | In casa | In trasferta | In trasferta | In trasferta | In trasferta | In trasferta | In trasferta | Totale | Totale | Totale | Totale | Totale | Totale |
| Competizione      | %Vittorie | G       | V       | N       | P       | Pf      | Ps      | G            | V            | N            | P            | Pf           | Ps           | G      | V      | N      | P      | Pf     | Ps     |
| ----------------- | --------- | ------- | ------- | ------- | ------- | ------- | ------- | ------------ | ------------ | ------------ | ------------ | ------------ | ------------ | ------ | ------ | ------ | ------ | ------ | ------ |
| Stagione regolare | .300      | 5       | 2       | 0       | 3       | 170     | 127     | 5            | 1            | 0            | 4            | 89           | 128          | 10     | 3      | 0      | 7      | 259    | 255    |
| Playoff           | .000      | 0       | 0       | 0       | 0       | 0       | 0       | 1            | 0            | 0            | 1            | 16           | 45           | 1      | 0      | 0      | 1      | 16     | 45     |
| Totale            | .273      | 5       | 2       | 0       | 3       | 170     | 142     | 6            | 1            | 0            | 5            | 105          | 173          | 11     | 3      | 0      | 8      | 275    | 300    |